# Temple de Siptah
El Temple de Siptah és un temple de la zona de la necròpolis de l'oest de Luxor, entre el temple de Tuthmosis III i el Ramesseum (de fet abans d'aquest hi havia el Temple d'Amenhotep II). Fou construït pel faraó de la Dinastia XIX Siptah. S'hi van trobar uns dipòsits del faraó i del canceller Bai. Al sud hi ha el temple de la seva dona Tawosret o Tausert que està destruït (després del Ramesseum segueix el temple de Tuthmosis IV i després el de Tawosret).